# Daniella Rush

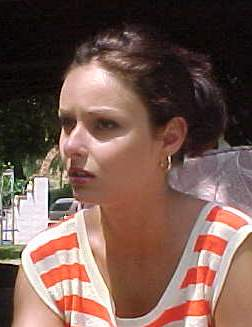
Daniella Rush, 2000

Daniella Rush, eigentlich Daniela Motliková (* 17. September 1976 in Sušice, Tschechoslowakei) ist eine tschechische Ärztin und ehemalige Pornodarstellerin.

## Leben
Daniella Rush arbeitete in osteuropäischen Clubs, bevor sie ihre Filmkarriere in Deutschland und später auch den USA begann. Sie wurde bekannt durch ihr energisches und natürliches Auftreten ohne Brustimplantate und Tätowierungen sowie durch ihr ausländisch akzentuiertes, wenngleich fließendes Englisch.
Erste Filmszenen erschienen in World Sex Tour 19, worin sie zusammen mit Lexington Steele und Mark Davis eine Doppelpenetration (DP) unter freiem Himmel zeigte. Bekannt wurde eine von Private Media Group produzierte Szene in Matador 3 aus dem Jahr 2000, in der sie während einer Gruppensex-Szene von zwei männlichen Darstellern gleichzeitig anal penetriert wurde (DAP – Double Anal Penetration); was zu der Zeit auch in europäischen Produktionen Seltenheitswert besaß. Während ihrer Karriere drehte sie außerdem gleichgeschlechtliche Szenen sowie des Öfteren mit farbigen Darstellern (Interracial). In einigen wenigen Szenen zeigte sie Urinspiele. Daneben war sie auch als Modell für Magazinfotografen tätig.
In der überwiegenden Mehrzahl ihrer Pornofilme trat sie mit teils sehr harten Analsex-Szenen auf. Vor allem in deutschen Film- und Magazinproduktionen drehte sie mehrfach Szenen mit vollständigem analen Fisting. In internationalen Produktionen zeigte sie auch Szenen, in denen sie sich mit großen Sexspielzeugen anal penetrieren ließ. 
Daniella Rush war von 1998 bis 2002 aktiv und musste ihre Karriere nach etwa 150 Filmen aufgrund eines Autounfalles beenden, der sie – trotz anfänglich anders lautender Prognosen – dauerhaft an einen Rollstuhl band. Als Reaktion darauf spendeten einige ihrer Fans, vermittelt über Steve Holmes und Axel Braun, zu ihren Gunsten Geld. Mit speziellen Prothesen ist sie fähig, Auto zu fahren und auch ihrer Lieblingsbeschäftigung, dem Skifahren, nachzugehen. Neben ihrer Tätigkeit in der Pornoindustrie hatte Rush Humanmedizin studiert und schloss das Studium nach ihrer Therapie erfolgreich ab; sie arbeitet in einem Prager Krankenhaus als Ärztin. Daniella Rush ist verheiratet und Mutter von zwei Kindern.

## Filmografie
1998
- Euro Angels Hardball 2: Black Glove
- Behind the Backdoor

1999
- B.B. Nass und Geil
- Big Babies In Budapest 4
- Blowjob Fantasies 1
- Blowjob Fantasies 10
- California Cocksuckers 11
- Sandwich Faust und heisse Pisse
- Down The Hatch 2
- Euro Angels 13: Fun Funnels
- Euro Angels Hardball 3: Anal Therapy
- Euro Angels Hardball 4: Fuck Fetishes
- Euro Angels Hardball 6: Anal Maniac
- Gang Bang Angels 8
- Gang Bang Auditions 3
- Junge Fotzen hart gedehnt
- Hintertüren von Prag / Back Doors Of Prague 2
- Matador 3
- Matador 4: Anal Garden
- Nasty Nymphos 27
- North Pole 12
- Penetrating The East 4: Pickin' Up The Czech
- Please 6: Quick Service Girls
- Rocco's True Anal Stories 5
- Rocco's True Anal Stories 6
- Schlampen mit der Faust Gefickt
- Sandwich, Faust und Heisse Pisse
- Sodomania: Orgies 2
- Die Sperma-Klinik
- Le Principe de Plaisir
- The Trainer / La Dresseuse
- Up And Cummers 75 / Please Cum Inside Me 12
- Up Your Ass 13
- Virgin Territory 3
- World Sex Tour 19

2000
- 12 Coups de Minuit
- 2000 ans d'amour
- A feu et a sexe
- Ass Lovers 2
- Ass To Mouth 2
- Behind The Scenes 3
- Bride Of Double Feature
- Buttman's Face Dance Obsession
- Collector
- Double Anal Club 5
- Dreaming Of Silvia
- Ecstasy Girls 2
- Exzess in Gold
- Fallen Star
- Gothi'x
- Inexits
- La Course au sexe
- Les Detraqués
- Madonna's Faust-Orgasmus
- Mr. Beaver Checks In 1
- Multi Sex: Multi Angles 1
- Orgy In Black
- Pirate Deluxe 11: Academy
- Pirate Deluxe 9: The Bride Wore Black
- Pornocide
- Private Performance 153: Daniella Rush
- Real Female Masturbation 9
- Rocco's Sexual Superstars
- Sex Appeal
- Sex Deluxe
- Donne sull'orlo di una crisi di cazzo
- Seymore Butts Backdoor To Buttsville 2
- Sodomania: Slop Shots 8
- The Q Spot
- Video Adventures Of Peeping Tom 23
- Wet Dreams 8

2001
- A-Train 1
- Anal Addicts 2
- Anal Toppers
- Attic
- Balls Deep 2
- Bend Over And Say Ahh 4
- Black Cravings 4
- Chasing The Big Ones 7
- Coed Cuties
- Dirty Diaries
- Exposed
- Faust Fucker
- Filthy Little Whores 1
- Four Finger Club 15
- Gangland 24
- Gentleman-cambrioleur
- Great American Ass 2
- Hot Bods And Tail Pipe 18
- Hot Bods And Tail Pipe 20
- La Fille du batelier
- Misty Rain's Worldwide Sex 5: Party In Prague
- Misty Rain's Worldwide Sex 6: Slammin' In Slovakia
- My Ass 13
- Oral Adventures Of Craven Moorehead 7
- Private Performance 174: Girlfriends 5
- Puritan Magazine 32
- Pussyman's Decadent Divas 16
- Pussyman's International Butt Babes 4
- Rude Girls 3
- Sexual Blackmails
- Sodomania: Orgies 3
- Threesome
- University Coeds 31
- University Coeds 35
- University Coeds Oral Exams 4
- Un-natural Sex 4
- Whack Attack 10
- Whore's Life 1: Dollhouse
- Women Of The World
- World Class Ass 1
- X-Rated Auditions 4

2002
- 100% Blowjobs 6
- Assault That Ass 1
- Assficianado 1
- Behind The Scenes Of Dripping Wet Sex
- Chasin' Pink 6
- Cum Drippers 2
- Cum Dumpsters 1
- Deep Throat This 2
- Diabolic 2 On 1 12
- Dirty Little Cocksuckers 8
- DNA 3: Deep 'n Ass
- Dripping Wet Sex 1
- Ecstasy Girls Platinum 2
- Eye Of The Beholder
- Filthy Little Whores 5
- G-Man, tempesta perfetta
- Colorsex
- Get Yo' Orgy On 2
- Gutter Mouths 24
- Hot Bods And Tail Pipe 22
- Hustler's Babes 2: Miami
- Lingerie Orgies
- Play With Fire
- Private Life Of Wanda Curtis
- Rectal Rooter 2
- Smokin' 4
- Specs Appeal 5
- Surrender Chelsea
- Sweet Cheeks 1
- University Coeds 37
- University Coeds Oral Exams 9
- Whack Attack 14
- Who Wants To Fuck A Millionaire

2003
- Ass Appeal
- Nasty Bottoms
- Up And Cummers 75
- Private Life Of Lea De Mae
- Seymore Butts Anal Princess

2004
- Art Of Anal 1
- Nuttin' Hunnies 1

2005
- From Dusk Till Down
- Over Anal-yzed
- Private Story Of Monica Sweetheart

## Auszeichnungen
Im Jahr 2000 wurde Rush für einen französischen Hot d’or als Bestes Europäisches Neues Sternchen nominiert, ehe sie 2001 mit dem Hot d’or in der Kategorie Beste Europäische Schauspielerin für den Film Orgy in Black ausgezeichnet wurde. 2002 erhielt sie ihre erste von drei Nominierungen für einen AVN Award, noch im Jahr 2003 wurde sie von der AVN als Ausländische Darstellerin des Jahres nominiert. Schließlich wurde sie 2004 auf dem Erotica Prague Festival in ihrer Heimat mit dem Ehrenpreis des Golden Star Award geehrt.